# Tullgrenella lunata
Tullgrenella lunata là một loài nhện trong họ Salticidae.
Loài này thuộc chi Tullgrenella. Tullgrenella lunata được Cândido Firmino de Mello-Leitão miêu tả năm 1944.